# Lophotrochozoen
Die Lophotrochozoen (Lophotrochozoa; gr. λόφος lophos – Helmbusch, trochos – Rad, Reifen, zoon – Tier) sind ein in erster Linie molekulargenetisch festgelegter Überstamm von Tieren innerhalb der Stammgruppe der Urmünder (Protostomia).
Die Lophotrochozoen umfassen hauptsächlich wurmartige Organismen, doch auch die Weichtiere (Mollusca) und Armfüßer (Brachiopoda) gehören hierher. Die kompliziertesten morphologischen Strukturen findet man bei den Kopffüßern (Cephalopoda) innerhalb der Weichtiere.

## Systematik
Zu den Lophotrochozoen gehören zwei größere und in der Regel auch durch ihre Morphologie anerkannte Tiergruppen, die Lophophorata (vor allem im deutschen und russischen Sprachraum irreführenderweise auch Tentaculata genannt) und die Trochozoa, die jedoch aus systematischer Sicht nur als Entwicklungsstufen gelten können, da sie keine Monophyla darstellen.
Dass die Lophotrochozoen selbst eine geschlossene Abstammungsgemeinschaft darstellen, wird heute weitestgehend anerkannt, ist jedoch ebenso umstritten. Die traditionelle Konkurrenzhypothese ist das Articulata-Konzept, das sich hauptsächlich auf morphologische Befunde stützt. Aus dieser Sicht wird eine enge Verwandtschaft der Ringelwürmer mit den Gliederfüßern (Insekten, Spinnentiere und anderen) angenommen, die durch die beiden Gruppen gemeinsame äußere Segmentierung belegt wird. Weder die Ergebnisse der Molekulargenetik noch ein Studium der Entwicklungsstadien bestätigen aber eine solche Gruppierung: So weisen die Gliederfüßer insbesondere keine den Trochophora-Larven (siehe unten) verwandten Zwischenstadien auf. Zur Problematik der Auflösung des traditionellen Articulata-Konzepts siehe auch Ecdysozoa.

### Die Lophophorata
Die Lophophorata umfassen die folgenden Tierstämme:
- Die Armfüßer (Brachiopoda), die oberflächlich den Muscheln (Bivalvia) ähneln, aber einen grundsätzlich anderen Aufbau haben, bilden heute eine mit knapp 340 bekannten Arten nicht mehr sonderlich erfolgreiche Gruppe, die jedoch insbesondere im Erdaltertum (Paläozoikum) weit verbreitet und artenreich war. Die befruchteten Eier entwickeln sich zunächst zu einer bewimperten Larve, die sich dann zum erwachsenen Tier weiterentwickelt.
- Die Moostierchen (Ectoprocta) werden auch als Bryozoa geführt und sind wie die Armfüßer fossil bekannt. Sie umfassen etwa 5000 Arten und haben ihren Namen erhalten, weil sie oft in großen Kolonien leben, die dann oberflächlich wie ein Moospolster aussehen. Sie entwickeln sich nicht sofort zur erwachsenen Form, sondern durchlaufen zuvor ein Stadium, das als Cyphonautes-Larve bezeichnet wird.
- Die Hufeisenwürmer (Phoronida) sind eine recht kleine Gruppe von wurmartigen Organismen. Ihren Namen verdanken sie der hufeisenförmigen Form ihres Lophophor genannten Tentakelorgans. Auch sie entwickeln sich über ein Actinotrocha-Larve genanntes Zwischenstadium zum erwachsenen Tier.

Neben den ähnlichen Larvenstadien zeigen die Lophophorata eine weitere Gemeinsamkeit: das Lophophor, einen spezialisierten Tentakelapparat, nach dem sie auch benannt sind. Das Lophophor dient der Ernährung und ist oft ringförmig, manchmal auch hufeisenförmig oder spiralig aufgewickelt aus den Tentakeln zusammengesetzt. Diese sind innen als Fortsetzung der Leibeshöhle (Coelom) hohl und außen so bewimpert, dass durch synchronisierte Schlagmuster eine Wasserströmung entsteht, die Nahrungspartikel zum im Inneren des Tentakelrings gelegenen Mund führt. Der After ist außerhalb dieses Ringes gelegen.
Wegen der relativen Komplexität des Lophophors ging man lange Zeit von der monophyletischen Stellung der Lophophorata aus.

### Die Trochozoa
Innerhalb der Trochozoa unterscheidet man die folgenden Tierstämme:
- Die Weichtiere (Mollusca) sind eine der bekanntesten Gruppen wirbelloser Tiere: Sie umfassen mit den Muscheln (Bivalvia), Schnecken (Gastropoda) und Kopffüßern (Cephalopoda), zu denen beispielsweise die Kalmare und Kraken zählen, eine große Reihe recht bekannter Tiere. Mit 110.000 bekannten Arten bilden sie einen der artenreichsten Stämme. Erste fossile Funde finden sich schon im Erdaltertum (Paläozoikum). Die erwachsenen Tiere bilden sich über eine so genannte Veliger-Larve heran.
- Die Ringelwürmer (Annelida) bilden eine etwa 18.000 Arten umschließende Tiergruppe, die sich durch ihre äußere Gliederung in Segmente auszeichnet, welche sich nach innen hin fortsetzt. Aufgrund dieser Segmentierung wurde lange Zeit angenommen, dass sie eng mit den Gliederfüßern (Arthropoda) verwandt sind, zu denen beispielsweise Spinnentiere und Insekten zählen. Heute wird aber mehrheitlich davon ausgegangen, dass die Ähnlichkeiten nur oberflächlich sind. Die Ringelwürmer, zu denen auch der Gemeine Regenwurm (Lumbricus terrestris) gezählt wird, die aber auch die Egel (Hirudinea) umfassen, entwickeln sich aus einer Trochophora-Larve, die für die Trochozoa namensgebend ist. Fossil sind sie bereits aus der so genannten Ediacara-Fauna des Proterozoikums bekannt. Innerhalb der Ringelwürmer werden zudem die früher in der Regel als eigener Stamm betrachteten Igelwürmer (Echiura) eingeordnet. Sie haben einen kurzen, meist sackförmigen Rumpf und einen wiederum Proboscis genannten Rüsselapparat. Man unterscheidet etwa 150 Arten, die zuweilen recht extreme Verhältnisse bei der Fortpflanzung zeigen; so ist zuweilen das Weibchen länger als ein Meter groß, das Männchen dagegen nur wenige Millimeter. Die Verwandtschaft mit den Ringelwürmern gilt durch die ausgebildete Trochophoralarve als nahezu gesichert, häufig werden sie auch als Taxon außerhalb der Ringelwürmer angesehen. Dies gilt auch für die etwa 300 Arten, die zu den Spritzwürmern (Sipuncula) gehören. Sie zeichnen sich durch eine Introvert genannte Rüsselstruktur aus, die meist vollständig in den Rumpf eingezogen werden kann. Die Mundöffnung ist oft mit einem wimpernbesetzten Tentakelkranz umgeben. Spritzwürmer hat man noch in einer Meerestiefe von 7000 Metern gefunden. Bei vielen Arten existiert eine Trochophoralarve als Entwicklungsstadium, manchmal gibt es darüber hinaus noch einen zweiten larvalen Zustand, die Peganosphaera-Larve.
- Schnurwürmer (Nemertea) zeichnen sich durch eine besondere Struktur aus, die Proboscis. Das ist eine Art Rüsselapparat, der von vielen der etwa 900 Arten zum Beutefang oder zur Verteidigung eingesetzt wird. Der Schnurwurm Lineus longissimus zählt mit einer Länge von bis zu 30 m zu den größten wirbellosen Tieren. Auch hier entwickelt sich die befruchtete Eizelle oft über eine dann Pilidium-Larve genannte Zwischenstufe zum erwachsenen Wurm.

Charakteristisch für alle Trochozoa ist das bei den Ringelwürmern als Trochophora-Larve bezeichnete Zwischenstadium: Diese an das Schwimmen im offenen Meer angepassten Larven sind durch zwei um die Mitte des Körpers geschlungene Wimpernbänder sowie ein Büschel längerer Geißeln am „Kopfende“ ausgezeichnet und kommen in dieser Form bei allen sechs Trochozoa-Stämmen vor. Aus ihnen entwickelt sich dann die große Vielfalt der erwachsenen Tiere, die als Egel, Schnurwürmer, Schnecken, Muscheln oder Kopffüßer oft sehr verschieden aussehen können. Die enge Verwandtschaft ist aber auch durch molekulargenetische Ergebnisse bestätigt worden.